# 2857 NOT
2857 NOT — астероїд головного поясу, відкритий 17 лютого 1942 року.
Тіссеранів параметр щодо Юпітера — 3,513.